# Футбол в Андоррі

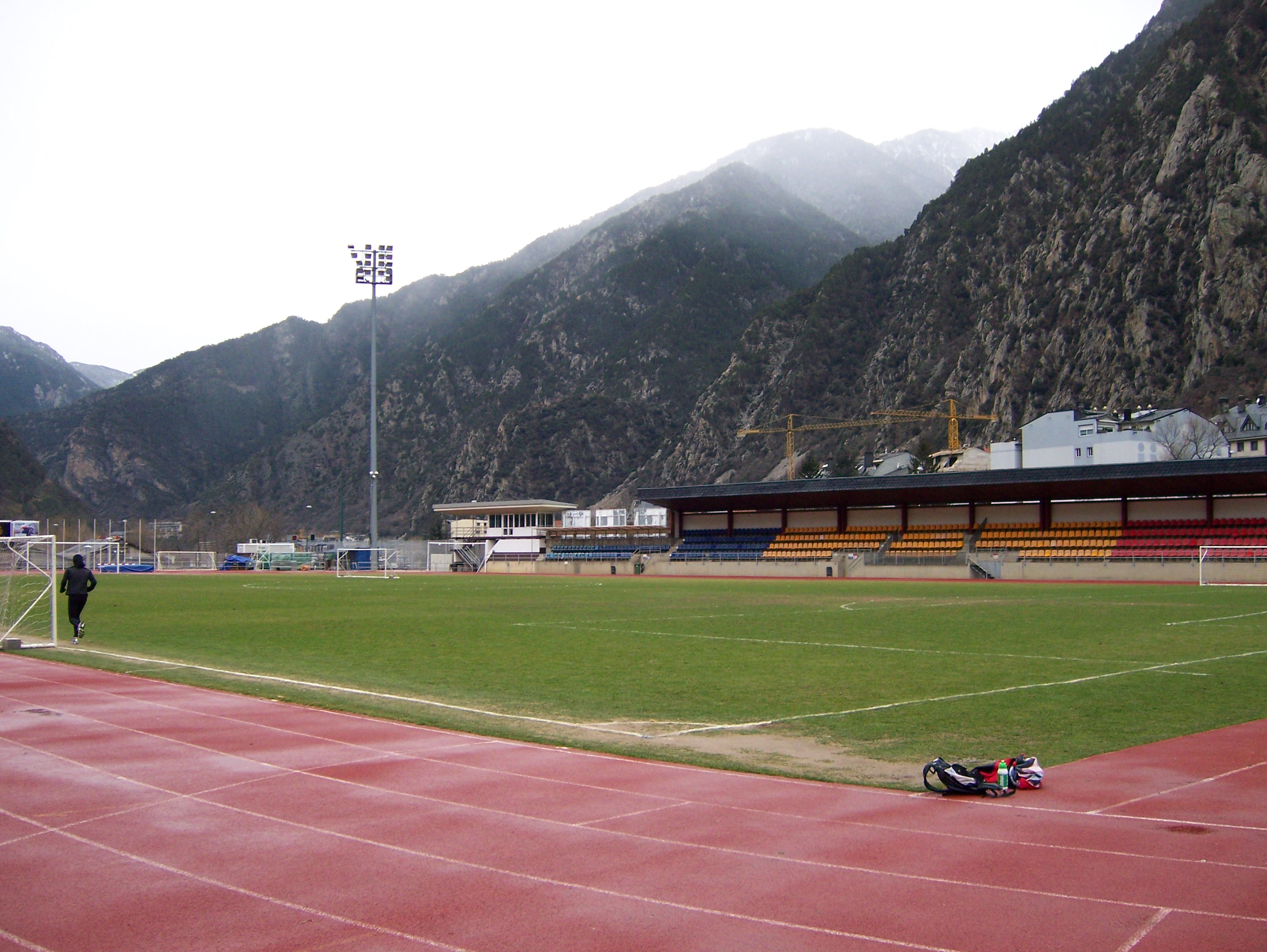
Комуналь д'Айшовалль — головний футбольний стадіон Андорри і домашня арена збірної Андорри

Футбол в Андоррі є найпопулярнішим видом спорту. Футбольна федерація Андорри є керівним органом професійного футболу в Андоррі, що була заснована в 1994 році і увійшла до ФІФА і УЄФА в 1996 році. ФФА організовує чемпіонат Андорри, що складається з двох дивізіонів (Прімера Дівісіо і Сегона Дівісіо), Кубок та Суперкубок країни, а також управляє збірними.

## Збірна
Збірна Андорри — одна з наймолодших європейських збірних. Перший матч команда провела лише 13 листопада 1996 року. Суперником команди стала збірна Естонії. Цей матч закінчився розгромом дебютантів з рахунком 1:6. Історичний перший гол андоррців забив Агусті Поль на 61-й хвилині. А в офіційних матчах почала брати участь з кваліфікації на Євро-2000.

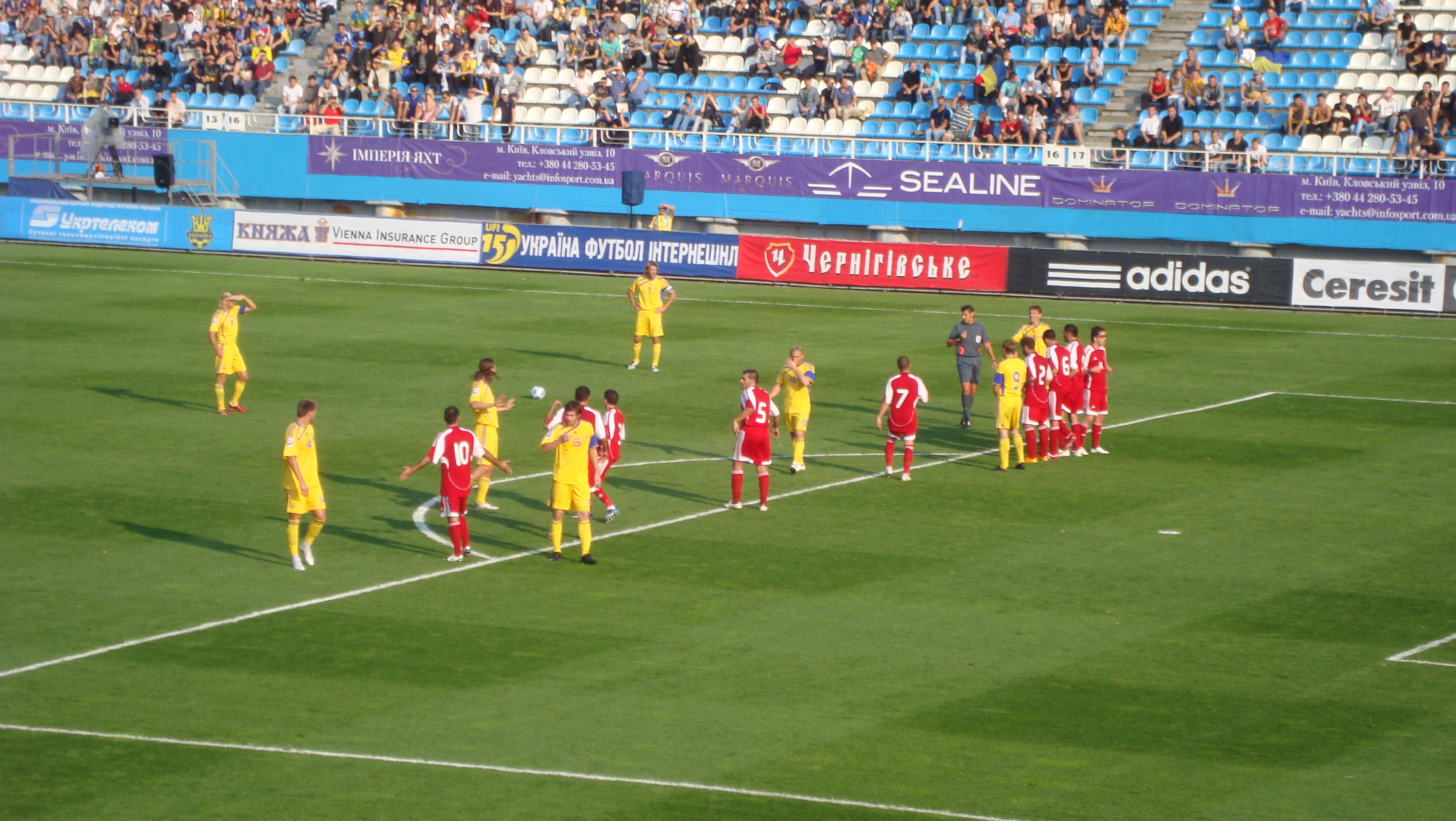
Збірна Андорри під час відбіркового матчу ЧС-2010 проти збірної України

Футбольна збірна Андорри жодного разу не виступала у фінальних турнірах чемпіонатів Європи та світу. Більше того, у відбіркових турнірах вона займала останні місця у своїх групах. Досі найкращим результатом команди залишається кваліфікація до чемпіонату світу 2006 року, коли Андоррі вдалося здобути свою першу перемогу в офіційних матчах, обігравши збірну Македонії, а також звести ще дві зустрічі внічию, фінішувавши з п'ятьма очками. Щоправда, а тому циклі збірна здобула сумну славу найгрубішої команди Європи, отримавши у відбірних матчах найбільшу кількість жовтих та червоних карток.
2006 року була створена молодіжна збірна Андорри, яка почала брати участь у турнірах УЄФА серед однолітків.
Збірна постійно має зрозумілі проблеми з особовим складом: дуже важко знайти достатньо талановитих футболістів в країні з населенням близько 80 тис. осіб. Ситуацію ускладнює також той факт, що андоррське законодавство робить придбання місцевого громадянства гравцями практично неможливим: для цього треба прожити в країни понад 20 років, одружитися з місцевою громадянкою чи отримати в країні університетську освіту. Тому такий спосіб поповнення команди професіоналами також не може бути використаний.

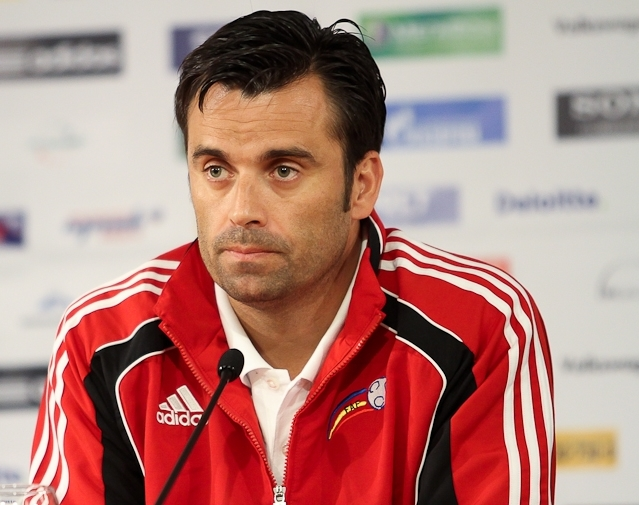
Кольдо Альварес — андоррський футболіст і тренер, лауреат Ювілейної нагороди УЄФА як найвидатніший андоррський футболіст 50-річчя (1954–2003)

Найкращим футболістом Андорри є Кольдо Альварес — баск за походженням, який 1994 року перейшов в ФК «Андорру», одружився з андоркою і отримав громадянство. З 1998 по 2009 рік він майже беззмінно був основним воротарем збірної, а після завершення кар'єри очолив її тренерський штаб.

## Клуби
Найстаріша команда в Андоррі — ФК «Андорра», заснована 1942 року. Через відсутність власної федерації та чемпіонату клуб став виступати у нижчих дивізіонах Іспанії. Найвищим досягненням клубу є виграш в 1994 році Кубка Каталонії.
Поступово в країні почали з'являтись нові футбольні клуби, і новостворена Футбольна федерація Андорри в 1995 році започаткувала чемпіонат Андорри, в якому в першому сезоні взяло участь 10 клубів. «Санта-Колома» є найтитулованішою командою країни. Крім того, у липні 2007 року команда увійшла в історію, ставши першим клубом Андорри, який виграв матч в єврокубках. Це сталося в матчі першого кваліфікаційного раунду Кубка УЄФА 2007/08 проти «Маккабі» (Тель-Авів), де «Санта-Колома» вдома виграла 1-0. Щоправда, у матчі-відповіді команда програла 0-4 і вилетіла з турніру.

## Турніри
1990 року в Андоррі був створений перший турнір — Кубок Андорри, проте через те, що держава ще не була визнана УЄФА, переможець не мав права грати на євроарені. Новостворена Футбольна федерація Андорри в 1995 році започаткувала чемпіонат Андорри, який вже був визнаний УЄФА, паралельно з цим і переможець кубку країни. став потрапляти Кубок УЄФА
1999 року був створений другий дивізіон Андорри, а 2003 — останній наразі створений турнір — Суперкубок Андорри, в якому зустрічались володар кубку та суперкубку країни.

## Стадіони
В країні є два стадіони, які відповідають нормам УЄФА: Комуналь д'Айшовалль у селищі Айшовалль поблизу столиці, на якому проводить домашні матчі збірна Андорри та ряд команд чемпіонату Андорри, та Комуналь д'Андорра-ла-Велья, на якому проводяться виключно матчі чемпіонату країни.